# Charles Edwin Herzig
Charles Edwin Herzig (* 14. August 1929 in San Antonio, Texas; † 7. September 1991) war ein US-amerikanischer Geistlicher und römisch-katholischer Bischof von Tyler.

## Leben
Charles Edwin Herzig empfing am 31. Mai 1955 das Sakrament der Priesterweihe.
Am 12. Dezember 1986 ernannte ihn Papst Johannes Paul II. zum ersten Bischof des mit gleichem Datum errichteten Bistums Tyler. Der Erzbischof von San Antonio, Patrick Fernández Flores, spendete ihm am 24. Februar 1987 die Bischofsweihe; Mitkonsekratoren waren der Bischof von Dallas, Thomas Ambrose Tschoepe, und der Bischof von Lubbock, Michael Jarboe Sheehan. Sein Wahlspruch war To Build Up the Body of Christ (Den Leib Christi auferbauen).
Seine letzte Ruhestätte fand Charles Edwin Herzig auf dem Rose Hill Cemetery in Tyler. Das Bistum Tyler verleiht jährlich zu seinem Todestag den nach ihm benannten Bishop Charles E. Herzig Humanitarian Award für besonderen karitativen Einsatz.